# Karl Streibel
Karl Streibel (Neustadt, 11 ottobre 1903 – Amburgo, 5 agosto 1986) è stato un militare tedesco, secondo e ultimo comandante del campo di concentramento di Trawniki nella Polonia occupata durante la seconda guerra mondiale.

## Biografia
Streibel nacque a Neustadt, oggi Prudnik. Si unì al NSDAP e alle SS all'età di 29 anni, nel novembre 1932. Fu promosso Obersturmführer poco prima dell'invasione nazista della Polonia. Fu nominato capo del campo di Trawniki da Globocnik il 27 ottobre 1941 per condurre l'addestramento della polizia ausiliaria collaborazionista nota come Hiwi (contrazione di Hilfswilligen, letteralmente "coloro che desiderano aiutare") per il servizio con la Germania nazista nel Governatorato Generale. In questo campo furono imprigionati gli ebrei polacchi condannati ai lavori forzati, ebrei che successivamente furono tutti massacrati nell'operazione Erntefest il 3 novembre 1943.
I Trawnikimänner presero parte all'operazione Reinhard, lo sterminio nazista degli ebrei provenienti da tutta l'Europa occupata. Condussero esecuzioni nei campi di sterminio e nei ghetti ebraici tra cui Belzec, Sobibor, Treblinka II, Varsavia (tre volte, come riportato nel Rapporto Stroop), Częstochowa, Lublino, Lwów, Radom, Cracovia, Białystok (due volte), Majdanek e ad Auschwitz, per non parlare del campo di Trawniki stesso, e nei restanti sottocampi di Majdanek compreso Poniatowa, Budzyn, Kraśnik, Puławy, Lipowa, ma anche durante i massacri avvenuti a Łomazy, Miedzyrzec, Łuków, Radzyń, Parczew, Końskowola, Komarówka e in altre località, potenziate dalle SS e dal Battaglione di Polizia della Riserva 101 di Ordnungspolizei (Orpo).
Diresse il campo di Maly Trostinek in Bielorussia, creato il 7 maggio 1942 e chiuso il 10 gennaio 1943, dove morirono circa 206.000 prigionieri.

## Un uomo libero
Il 24 giugno 1944, Streibel fuggì da Trawniki con il suo SS Battalion Streibel verso Cracovia e Auschwitz, prima dell'offensiva sovietica. Si ritirarono di nuovo attraverso la Polonia e la Cecoslovacchia a Dresda, in Germania, dove il suo battaglione fu sciolto tra il 4 marzo e il 12 aprile 1945. Streibel e i suoi Hiwi si mischiarono alla popolazione civile e scomparvero dalla circolazione.
Non si seppe dove si trovasse fino alla sua incriminazione nel 1970. Streibel fu processato ad Amburgo per le sue attività in tempo di guerra e nel 1976 assolto da ogni illecito e quindi liberato. Il procuratore tedesco Helge Grabitz credette alla sua parola, ma gli concesse anche una parziale compromissione della memoria. Streibel fu dichiarato innocente dall'accusa di incitamento alla violenza; senza diritto di appello. Altri resoconti della sua vita sembrano essere mancanti.